# William Kund
William „Bill“ Kund (* 30. März 1946 in Wels, Österreich) ist ein ehemaliger US-amerikanischer Radrennfahrer und nationaler Meister im Radsport.

## Sportliche Laufbahn
Kund war im Straßenradsport und im Bahnradsport aktiv. Er wurde in Österreich geboren. Seine Familie übersiedelte in die USA, als Kund neun Jahre alt war.
1964 gewann er mit 18 Jahren die Qualifikationsrennen für die Olympischen Spiele im Zeitfahren und wurde für die Olympischen Sommerspiele in Tokio nominiert. Im 1000-Meter-Zeitfahren wurde er beim Sieg von Patrick Sercu als 14. klassiert. 1965 und 1968 gewann er das 10-Meilen-Scratch-Rennen der nationalen Meisterschaft. Bei den Bahnradsport-Weltmeisterschaften 1966 kam er auf den 12. Platz im Zeitfahren. Bei der nationalen Meisterschaft in der Einerverfolgung wurde Kund in jener Saison Zweiter.
Bei den Panamerikanischen Spielen 1967 gewann er eine Bronzemedaille in der Mannschaftsverfolgung. 1969 kam er hinter Jack Simes bei der Tour of Somerville auf den zweiten Platz. Kund war einer der ersten US-amerikanischen Radrennfahrer, die nach Europa gingen, um zu trainieren und Rennen zu fahren. 1972 wurde er Profi in einem belgischen Radsportteam und lebte mit seiner Frau in Den Haag. Bei den Straßenradsport-Weltmeisterschaften 1974 war er im Profirennen ausgeschieden. 1976 trat er vom Radsport zurück.

## Berufliches
1970 schloss er ein Lehramtsstudium ab und war während seiner Zeit in Europa als Lehrer an einer amerikanischen Schule angestellt. Nach seiner sportlichen Karriere war er in den USA als Werbefotograf tätig.